# Calamagrostis purpurea
Calamagrostis purpurea — вид квіткових рослин родини злакових (Poaceae). Ареал: Європа (Фінляндія, Норвегія, Швеція, Бельгія, Швейцарія, Чехія, Німеччина, Польща, Росія, Білорусь, Естонія, Литва, Латвія, Франція), Азія (Південний Кавказ, Казахстан, Монголія, Китай, Корея, Японія), Північна Америка (Гренландія, Канада, США).

## Біоморфологічна характеристика
Багаторічник, нещільно скупчений. Кореневища короткі, або подовжені. Стеблини прямовисні, заввишки 20–200 см; 4–8-вузлові. Бічні гілки відсутні або рідкісні. Піхви листків гладкі й незапушені; язичок 6–10 мм; листові пластинки 3–12 мм ушир, шорсткі адаксіально, голі. Суцвіття — волоть відкрита, ланцетна чи еліптична, щільна чи нещільна, 5–35 см завдовжки, киваюча; гілки волоті шорсткі. Колосочки поодинокі; плодючі колоски на квітконіжці. Плодючі колоски з 1 плідної квітки, ланцетні, стиснуті з боків, 2.5–8 мм завдовжки. Колоскові луски подібні, перевищують верхівку квіток, загострені, поверхня шершава, 1-кілева, 2.5–8 мм завдовжки, 1.6–1.7 довжина сусідньої фертильної леми. Плодючі леми ланцетні, 1.5–5 мм завдовжки, без кіля, 5-жилкові, верхівка зубчаста, 1-остюкова. Пиляків 3, жовті. Плід — зернівка..